# Rue de la Chaussée-d'Antin
Rue de la Chaussée-d'Antin je ulice v Paříži. Nachází se v 9. obvodu.

## Poloha
Ulice vede od křižovatky s bulváry Capucines a Italiens a končí u křižovatky s Rue Saint-Lazare a Rue de Châteaudun na Place d'Estienne-d'Orves. Spojuje Kostel Nejsvětější Trojice na severu a velké bulváry na jihu, kde na ni navazuje Rue Louis-le-Grand.

## Historie
V 17. století vedla silnice od brány Gaillon (v městských hradbách postavených za Ludvíka XIII.) k hradu Porcherons ležícího severně od Paříže. Cesta procházela přes bažinaté území. Z tohoto důvodu získala svůj název Chaussée („hráz, násep“), protože kvůli bažinaté zemi musela být zvýšena. V úrovni Rue de Provence křižovala silnice potok Ménilmontant.
Časté pobyty Ludvíka XV. v Paříži vedly ke stavbě městských paláců. Jeden z nich si nechal postavit Louis-Antoine de Pardaillan de Gondrin, vévoda d'Antin, syn madame de Montespan, po kterém byla ulice v roce 1712 pojmenována. Podle nařízení ze 4. prosince 1720 byla šířka ulice stanovena na osm sáhů a rozšířena až k bulvárům.
Za Francouzské revoluce byla ulice krátce pojmenována na Rue Mirabeau či Rue Mirabeau le Patriote (1791–1793), neboť Mirabeau zde zemřel. Poté, co Mirabeau upadl v nemilost, byla ulice přejmenována na Rue du Mont-Blanc podle departementu nově připojeného k Francii.
Na počátku 19. století se ulice stala centrem bohaté pařížské čtvrtě, obývané převážně orléanisty na rozdíl od čtvrti Marais osídlené šlechtou a duchovními z řad legitimistů. V roce 1816 se ulice přejmenovala zpět na Rue de la Chaussée-d'Antin.
Dne 13. prosince 1909 zde byl spolu s rovnoběžnou Rue Mogador poprvé v Paříži zaveden jednosměrný provoz.

## Významné stavby a pamětihodnosti
Na rohu bulváru Capucines se nacházel Hôtel de Montmorency, který v roce 1869 nahradil Théâtre du Vaudeville a poté v roce 1927 kino Paramount. Jeho velký sál odpovídá základům velkého sálu paláce z 18. století, jehož okrouhlá fasáda zůstala zachována.
- domy č. 2–4 na křižovatce s Rue Saint-Lazare (Place d'Estienne-d'Orves) byly postaveny na místě bývalých kasáren.
- dům č. 5: palác Louisy d'Épinay a Melchiora Grimma, ve kterém pobýval Mozart při svém pobytu v Paříži v roce 1778.
- dům č. 7: palác Juliette Récamierové a Jacquese Récamiera, který jej koupili od Jacquese Neckera.
- dům č. 8: vyskytuje se v díle Tajnosti pařížské Eugène Sue.
- dům č. 9: Hôtel de mademoiselle Guimard. Palác postavil v letech 1770–1773 architekt Claude Nicolas Ledoux v klasicistním stylu. Obsahoval divadlo s 500 místy.
- dům č. 18: nacházel se zde fotografický ateliér Ferdinanda Carliera (1829–1893).
- dům č. 20: hôtel Moreau, který postavil v roce 1797 architekt François-Nicolas Trou pro politika Josepha Lakanala (1762–1845). V roce 1801 bylo přistavěno jedno křídlo. V roce 1977 bylo v paláci nalezeno na 400 fragmentů sochařské výzdoby z fasády katedrály Notre-Dame.

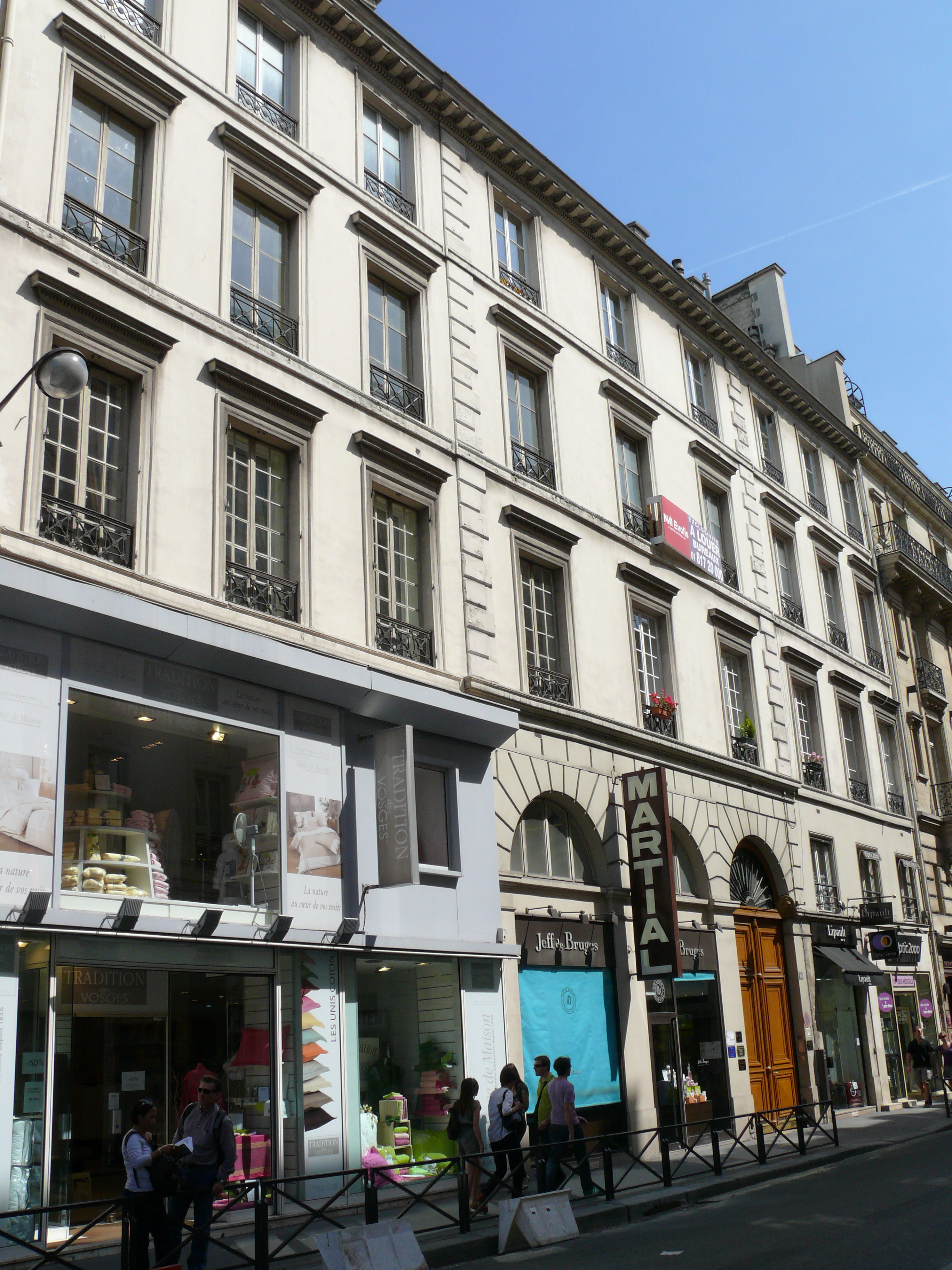
Hôtel du cardinal Fesch

- dům č. 24: v roce 1910 si zde otevřela obchod Herminie Cadolle, vynálezkyně podprsenky.
- dům č. 40: zaniklý hôtel de Montesson (na jeho místě se nachází Cité d'Antin). Palác postavil kolem roku 1770 architekt Alexandre-Théodore Brongniart pro madame de Montesson, milenku Ludvíka Filipa Orleánského. Za Prvního císařství zde bylo sídlilo rakouské velvyslanectví. Palác byl zničen požárem v roce 1810.
- dům č. 42: nachází se na místě staršího domu, kde dne 2. dubna 1791 zemřel Honoré Gabriel Riqueti de Mirabeau.
- dům č. 62: zemřel zde generál Maximilien Foy.
- dům č. 68: hôtel du cardinal Fesch, který si nechal postavit Joseph Fesch, arcibiskup lyonský a nevlastní strýc Napoleona I.